# Бернхард I (Саксония-Майнинген)
Бернхард I (на немски: Bernhard I; * 10 септември 1649, Гота; † 27 април 1706, Майнинген) от рода на Ернестински Ветини, е от 1680 до 1706 г. херцог на Саксония-Майнинген. От 1691 до 1693 г. той е коадминистратор на херцогство Саксония-Гота-Алтенбург.

## Живот
Той е третият син на херцог Ернст I (1675 – 1675) и принцеса Елизабет София фон Саксония-Алтенбург (1619 – 1680), единствената дъщеря на херцог Йохан Филип от Саксония-Алтенбург (1597 – 1639) и принцеса Елизабет от Брауншвайг-Волфенбютел (1593 – 1650).
Принцът посещава заедно с брат си Албрехт от 1666 г. университета в Тюбинген. След смъртта на баща му Саксония-Гота се управлява първо от седемте братя, до наследствената подялба на 24 февруари 1680 г. Бернхард получава Саксония-Майнинген.
От 1682 до 1692 г. той строи двореца Елизабетенбург в Майнинген.

## Фамилия
Първи брак: 1671 г. с Мария Хедвиг (1647 – 1680), дъщеря на ландграф Георг II фон Хесен-Дармщат и има с нея децата:
- Ернст Лудвиг I (1672 – 1724), херцог на Саксония-Майнинген

∞ 1. 1704 принцеса Доротея Мария фон Саксония-Гота-Алтенбург (1674 – 1713)
∞ 2. 1714 принцеса Елизабет София фон Бранденбург (1674 – 1748)
- Бернхард (1673 – 1694)
- Йохан Ернст (1674 – 1675)
- Мария Елизабет (*/† 1676)
- Йохан Георг (1677 – 1678)
- Фридрих Вилхелм (1679 – 1746), херцог на Саксония-Майнинген
- Георг Ернст (1680 – 1699)

Втори брак: 1681 г. с Елизабет Елеонора (1658 – 1729), дъщеря на херцог Антон Улрих фон Брауншвайг-Волфенбютел, с която има децата:
- Елизабет Ернестина (1681 – 1766), абатеса на Гандерсхайм 1713
- Елеонора Фридерика (1683 – 1739), канониса в Гандерхайм
- Антон Август (*/† 1684)
- Вилхелмина Луиза (1686 – 1753)

∞ херцог Карл фон Вюртемберг-Бернщат (1682 – 1745)
- Антон Улрих (1687 – 1763), херцог на Саксония-Майнинген

∞ 1. 1711 Филипина Елизабет Цезар (1683 – 1744)
∞ 2. 1750 принцеса Шарлота Амалия фон Хесен-Филипстал (1730 – 1801)